# タコノキ
タコノキ（蛸の木・露兜樹、学名: Pandanus boninensis）は、タコノキ科の常緑小高木。小笠原諸島の固有種。日当たりのよい乾燥地に生え、海岸付近で生育する。種名 boninensis は、小笠原諸島 (英名 Bonin Islands) に由来する。和名の由来は、多数の支柱根が放射状に出る様子が、タコに似ることによる。中国名は、小笠原露兜。

## 特徴
小笠原諸島の海の近くに自生し、高さ3 - 12メートル (m) ほどになる。タコノキ科植物全般に見られる特徴として、気根が支柱のように幹を取り巻きタコのように見えることからタコノキ目の基準種となっている。樹皮はアダンと同じように淡褐色で、落葉痕の横縞がある。支柱根は滑らかで小さい突起がまばらにある。
葉は細長く長さ1 - 2 mほどに達し、先が尖り、葉縁には大きく鋭いトゲになった鋸歯を持つ。葉のトゲはアダンよりも細かい。
花期は初夏（7月）。雌雄異株。白色の雄花、淡緑色の雌花をつけ、夏に数十個の果実が固まったパイナップル状の集合果をつける。集合果は直径約20センチメートル (cm) で、秋にオレンジ色に熟す。熟した果実はオガサワラオオコウモリが、好んで食べる。また実は、茹でて食用としたり、食用油を採取する原料とする。
本種は小笠原諸島の固有種であるが、八丈島等に移出されて定着している他、葉の美しさから観葉植物として種苗が販売されている。
南西諸島に多く生育するアダンの近縁種であるが、アダンの葉には鋸歯が小さいなどの違いで見分けることができる。

## ギャラリー

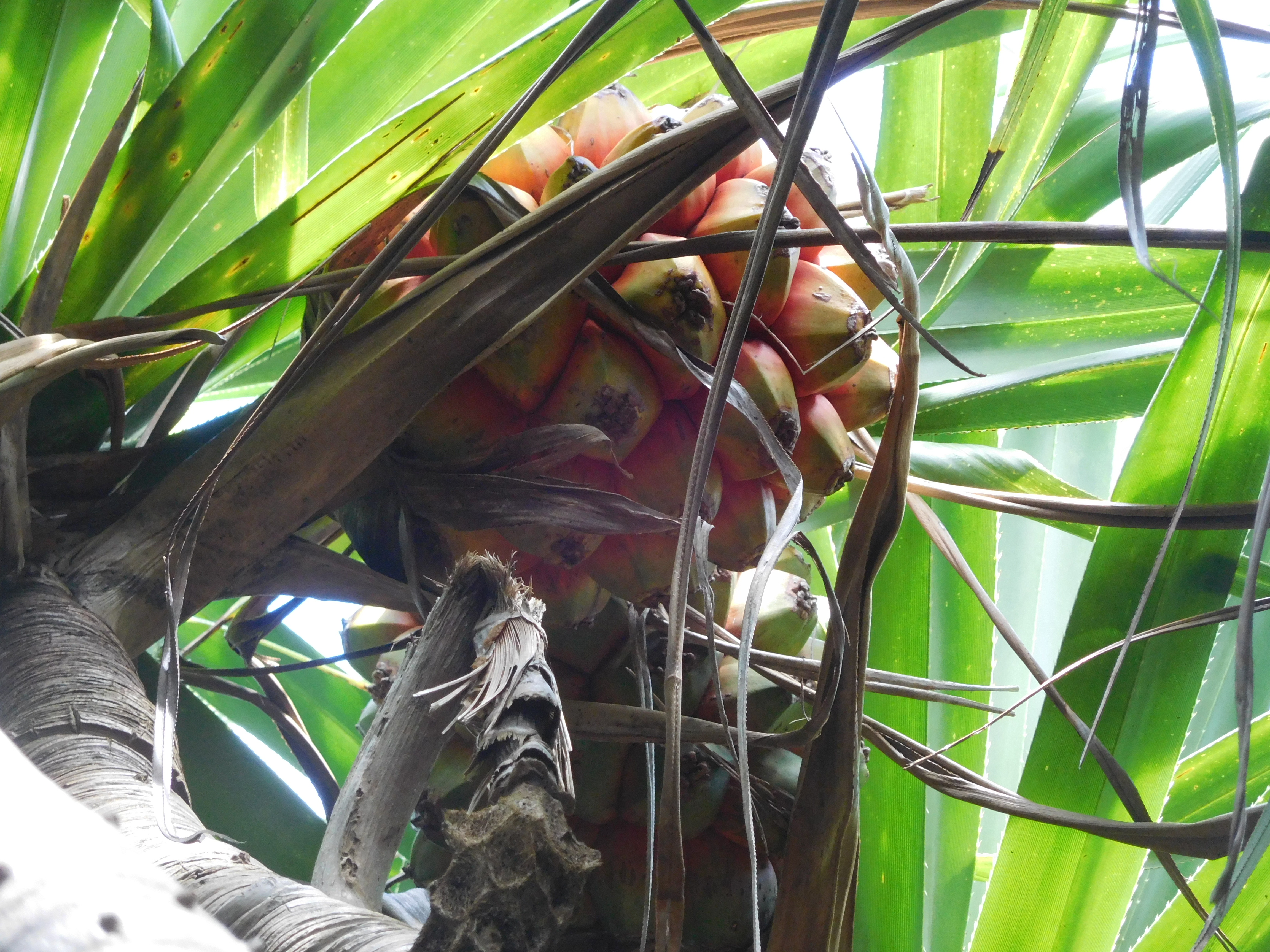
タコノキの実が熟して来た 小笠原・父島にて
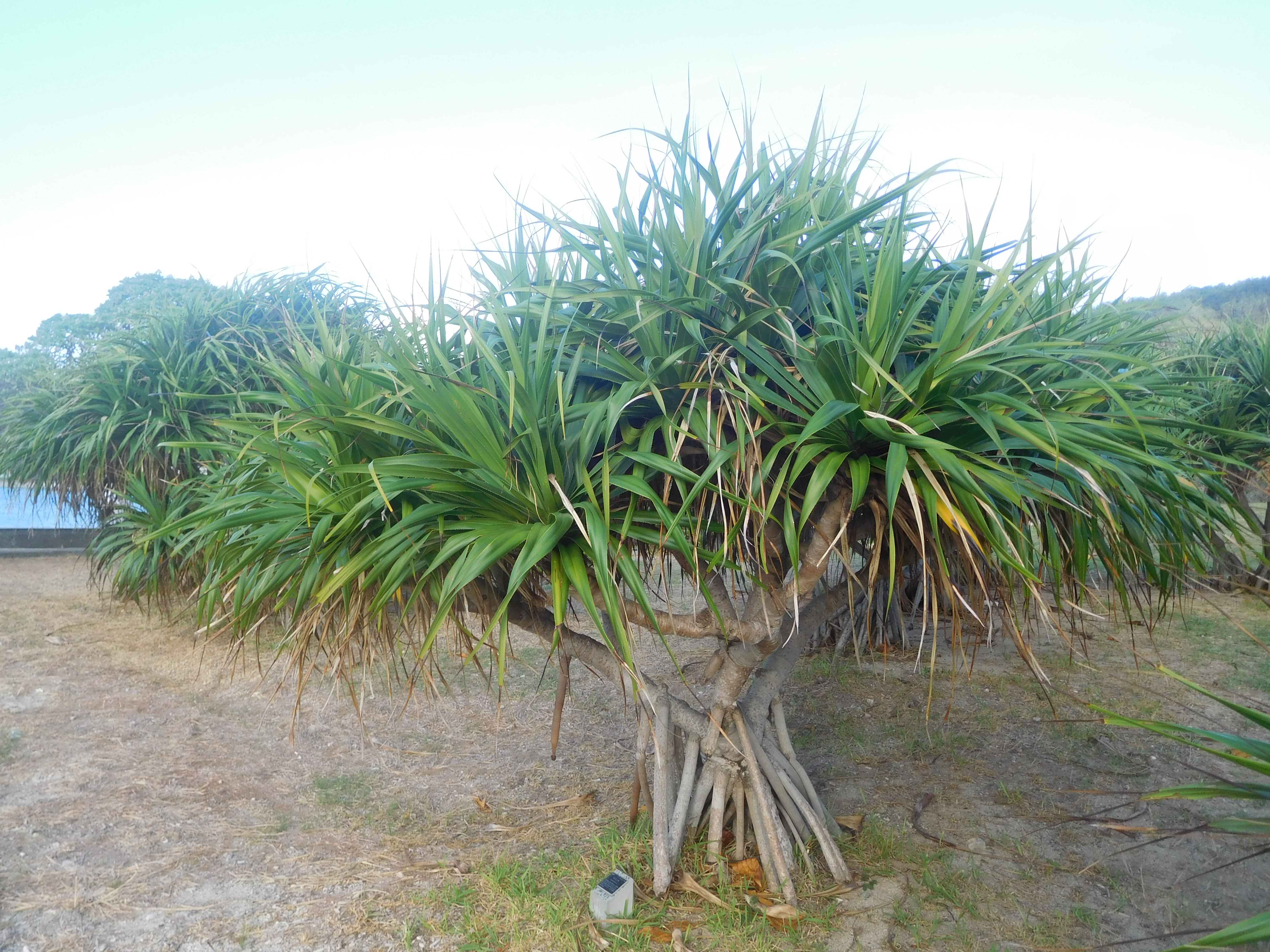
タコノキの気根 小笠原・父島の大神山公園にて 樹高は1メートル程度
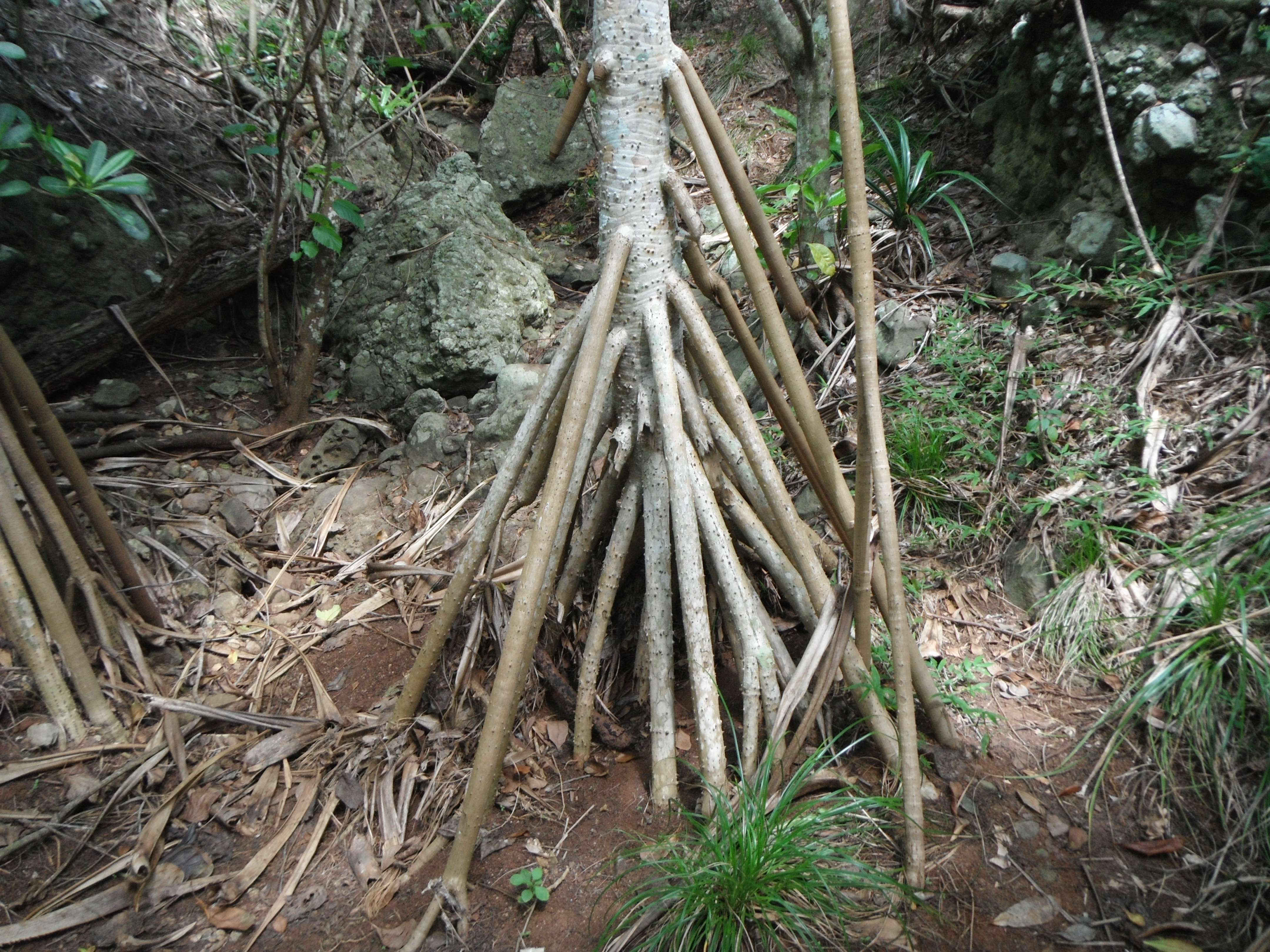
タコノキの気根 小笠原・父島にて 樹高は5メートルは有った
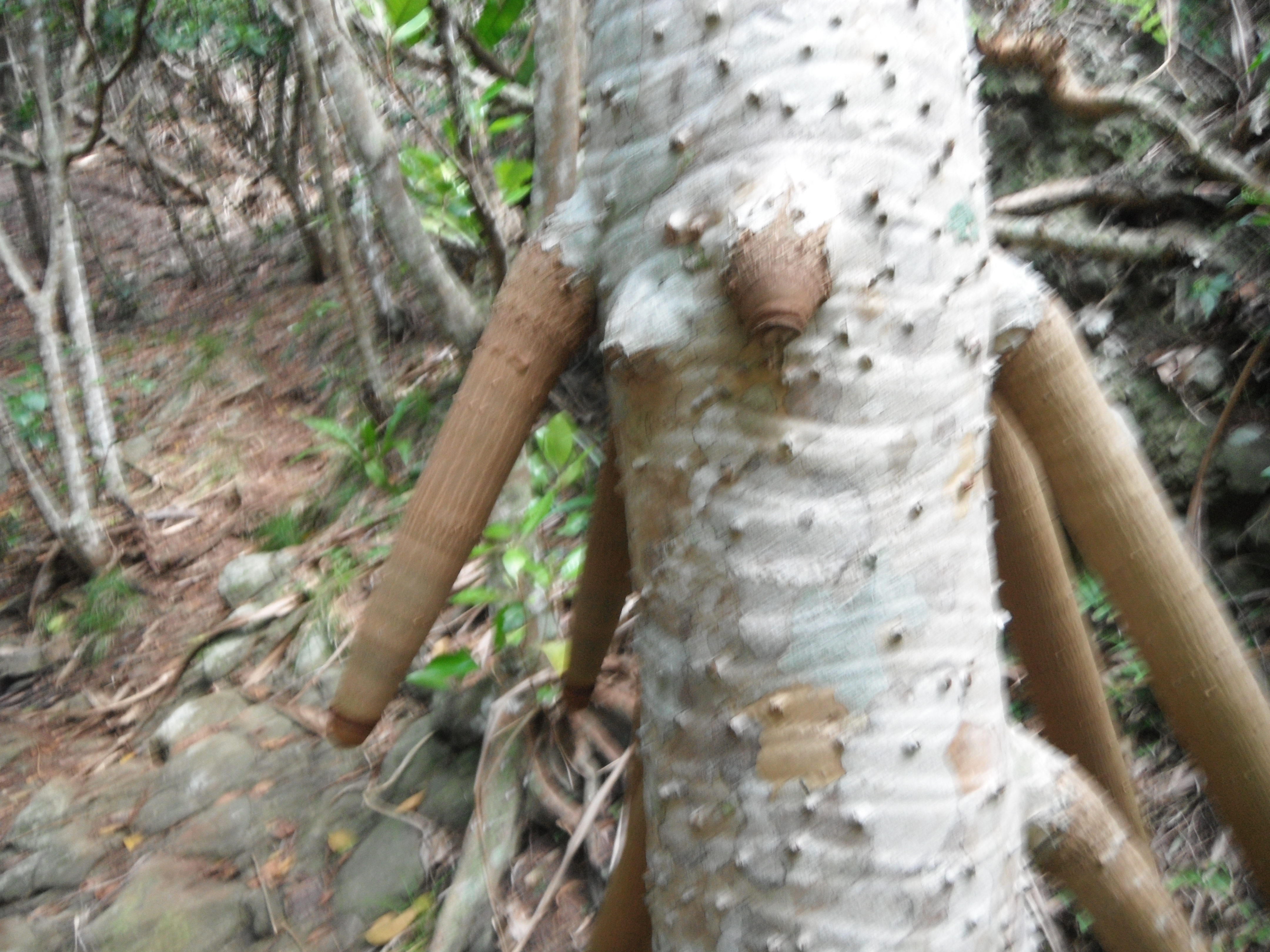
タコノキの気根が伸びてきたところ 小笠原・父島にて
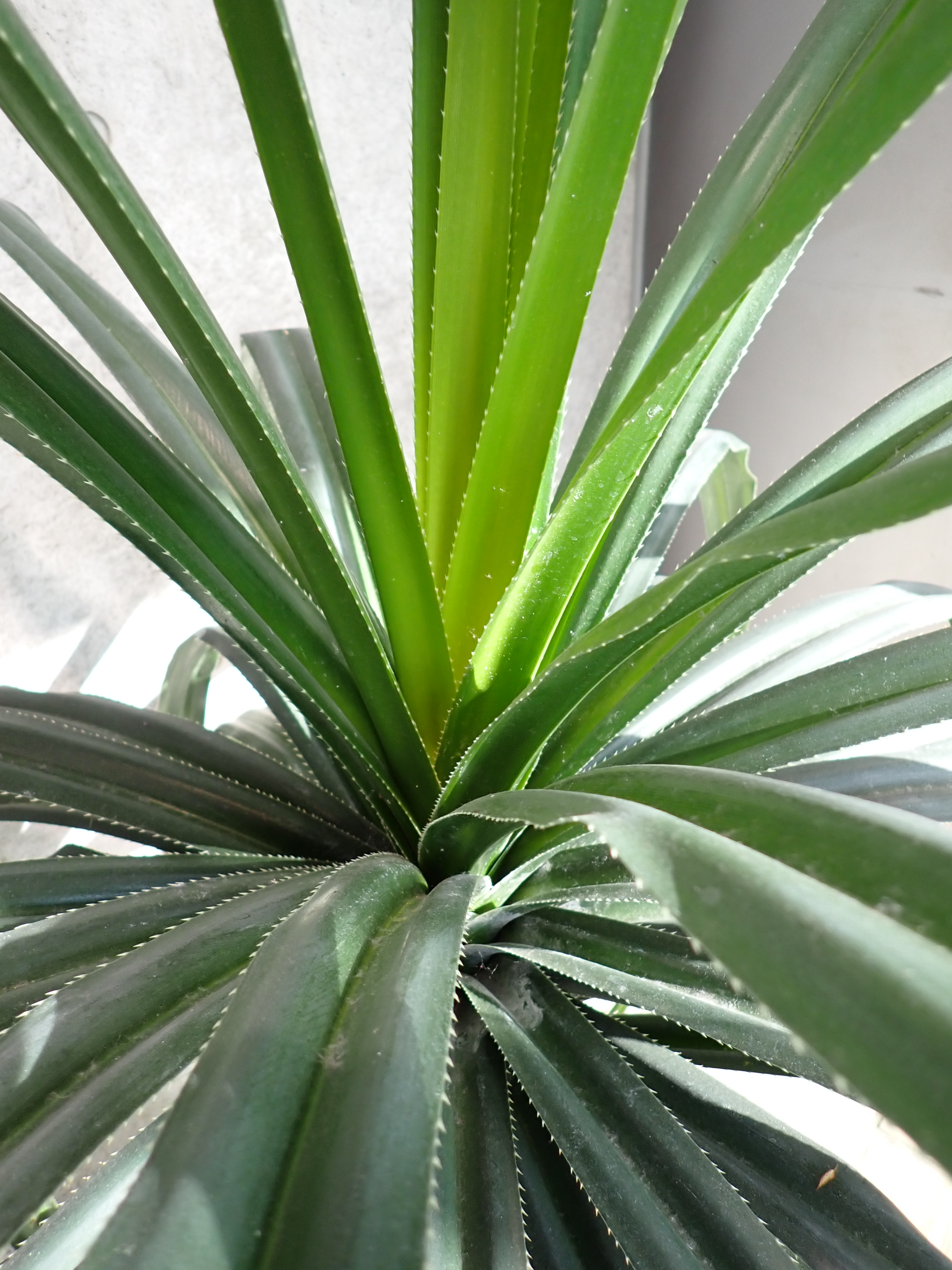
淡緑色の鋸歯（2024年12月 東京都 夢の島熱帯植物館）